# 공립협회
공립협회(共立協會)는 구한말기, 안창호가 미국 샌프란시스코에서 설립한 애국계몽운동 단체이다.

## 개요
1903년 9월 의친왕 이강(義親王 李堈)·안창호(安昌浩)·박선겸(朴善謙)·이대위(李大爲)·김성무(金聖武) 등이 상호 친목을 목적으로 상항친목회(桑港親睦會)를 조직하였다. 당시 샌프란시스코 재류 한인 20여 명 중에 친목 회원은 9명에 불과하였다. 그 뒤 1904년 하와이로 한국인 이주가 이뤄지고, 그 중 일부가 미국 본토로 이주함에 따라 샌프란시스코에 거주하는 교민의 수가 증가하였다. 그리고 도산 안창호를 중심으로 조직을 확대 개편하여 공립협회(1905.4.5)를 창립하고, 기관지 '공립신보'를 창간했다. 기관지 '공립신보'는 미국,러시아 제국, 대한제국에 주1회 배포했으며, 세습군주제나 독재가 아닌 주권재민(主權在民)권력분립 등을 내용으로 하는 공화제를 소개했다.
1909년 2월, 공립협회는 '합성협회'와 통합하여, 재미 한국인 기구이자, 미주 독립운동 기지인 국민회를 결성하였다. 이후 대동보국회를 흡수하여 대한인국민회(1910.2)로 발전했다.

## 같이 보기
- 안창호
- 대한인 국민회
- 재미 한국인